# Ганушовці-над-Теплою
Ганушовці-над-Теплою, також Ганушівці-над-Топлею, Ганушівці (словац. Hanušovce nad Topľou) — місто в Словаччині, у Врановському окрузі Пряшівського краю.

## Географія
Розташоване в східній частині Словаччини, у північній частині Підсланської височини в долині Медзянського потоку при впадінні до річки Тепла. Протікає Глибокий потік.

## Історія
Перша згадка 1332-го року.
За Кубійовичем Ганушівці-над-Теплою — південна межа української етнічної території.

## Культура
- Краєзнавчий музей з цінною краєзнавчою та природознавчою збіркою з території цілого округу в палаці з 1 половини 18 століття в стилі бароко і ренесансу з 4 вежами та історичним парком площею близько 3 га, так званий Великий палац;
- палац 1564 року в стилі ренесансу, так званий Малий палац;
- будинок пам'яті Словацького національного повстання

### Храми
- римо-католицький костел другої половини XIII століття, збудований орденом Іоаннітів в стилі ранньої готики, у XVIII столітті перебудований в стилі бароко;
- протестантський костел 1783 року в стилі класицизму, перебудований у 1820 році;
- греко-католицька церква Блаженного Священномученика Петра Павла Ґойдича (XXI століття).

## Освіта
У місті працює 1 дитсадок, 2 початкові школи, у тому числі 1 спеціалізована школа для ментально та фізично хворих дітей а також для тих учнів циганської національності, які не здатні опанувати науку в звичайних школах. Початкова школа мистецтв пропонує в позашкільний час уроки малювання та музики.

## Населення
| Рік:            | 1994. | 2004.   | 2014.   | 2024.   |
| --------------- | ----- | ------- | ------- | ------- |
| Кількість осіб: | 3456  | 3668    | 3752    | 3728    |
| Різниця:        |       | +6,13 % | +2,29 % | -0,63 % |

| Рік:            | 2023. | 2024.   |
| --------------- | ----- | ------- |
| Кількість осіб: | 3730  | 3728    |
| Різниця:        |       | -0,05 % |

У місті проживає 3747 осіб.
Національний склад населення (за даними останнього перепису населення 2001 року):
- словаки — 85,01 %,
- цигани — 14,27 %,
- українці — 0,20 %,
- чехи — 0,17 %,
- угорці — 0,14 %,
- русини — 0,11 %.

Склад населення за приналежністю до релігії станом на 2001 рік:
- римо-католики — 53,41 %,
- протестанти — 36,63 %,
- греко-католики — 5,19 %,
- православні — 0,28 %,
- не вважають себе віруючими або не належать до жодної вищезгаданої церкви — 2,65 %.